# Lely Resort
Lely Resort è un census-designated place degli Stati Uniti d'America, situato nella parte occidentale della Contea di Collier dello Stato della Florida.
Secondo le statistiche del 2010, la città ha una popolazione di 1.426 abitanti su una superficie di 13,50 km².